# Ортис Бош, Милагрос
Мария Милагрос Ортис Бош (исп. Maria Milagros Ortiz Bosch; род. 26 августа 1936, Санто-Доминго) — доминиканский политический и государственный деятель, вице-президент (2000—2004).

## Биография
Родилась 26 августа 1936 года в Санто-Доминго, Доминиканская Республика, в семье Вирхилио Ортиса Пеньи и Анхелы Бош Гавиньо.
Её дядей был доминиканский политический деятель и будущий президент Хуан Бош. Свою политическую карьеру она начала в качестве его ассистента, а после ухода Боша из политики продолжила самостоятельную работу. В августе 1994 года она была избрана в Сенат Доминиканской Республики, войдя в состав Национального совета магистратуры, который впоследствии был преобразован в Верховый суд и стал основой реформированной судебной системы страны. В годы работы в Сенате она уделяла особое внимание вопросам образования и правосудия, принимая участие в разработке и продвижении закона о судебной реформе, закона об образовании, закона о защите женщин и других. 
В августе 2000 года она одержала победу на президентских выборах в паре с Иполито Мехией, заняв пост вице-президента страны. Вместе с этим она совмещала должность министра образования, работая на этом посту на протяжении всего четырёхлетнего срока. В качестве вице-президента она неоднократно исполняла обязанности президента страны во время его отсутствия. Срок её полномочий истёк 16 августа 2004 года.